# Rhodococcus
Rhodococcus é um gênero de bactérias aeróbicas, não esporulantes, não móveis, Gram-positivas relacionadas proximamente a Mycobacterium e Corynebacterium. Enquanto umas poucas espécies como Rhodococcus equi causam infecção respiratória em mamíferos (incluindo humanos), muitas são benignas e têm sido encontradas prosperando em um largo espectro de ambientes, incluindo solo, água e células eucarióticas. Completamente sequenciado em outubro de 2006, o genoma é conhecido como sendo de comprimento de 9.7 megapares de bases e and 67% G/C.

## Funções
Cadeias de Rhodococcus têm importantes aplicações devido a sua habilidade de catabolizar uma grande quantidade de compostos e produzir esteroides bioativos, acrilamida e ácido acrílico e seu envolvimento em biodessulfurização de combustível fóssil. Esta diversidade genética e catabólica não é somente devida ao grande cromossomo bacteriano, mas a presença de três grandes plasmídeos lineares. Rhodococcus  é também um sistema experimentalmente vantajoso devido a sua relativamente rápida taxa de crescimento e ciclo de desenvolvimento simples. Embora, ainda agora, Rhodococcus não seja bem caracterizado.